# Ginástica nos Jogos Pan-Americanos Júnior de 2021
As competições de ginástica nos Jogos Pan-Americanos Júnior de 2021 em Cáli, Colômbia, foram programadas para serem realizadas de 26 de novembro a 5 de dezembro de 2021.

## Quadro de medalhas
| Pos.                | País                     | Ouro | Prata | Bronze | Total |
| ------------------- | ------------------------ | ---- | ----- | ------ | ----- |
| 1                   | USA Estados Unidos       | 14   | 8     | 7      | 29    |
| 2                   | BRA Brasil               | 6    | 8     | 6      | 20    |
| 3                   | MEX México               | 4    | 3     | 5      | 12    |
| 4                   | ARG Argentina            | 1    | 1     | 0      | 2     |
| 5                   | DOM República Dominicana | 1    | 0     | 0      | 1     |
| 6                   | PER Peru                 | 0    | 3     | 0      | 3     |
| 7                   | CHI Chile                | 0    | 2     | 0      | 2     |
| 8                   | CAN Canadá               | 0    | 1     | 1      | 2     |
| 9                   | COL Colômbia             | 0    | 0     | 4      | 4     |
| 10                  | CRC Costa Rica           | 0    | 0     | 2      | 2     |
| 11                  | ECU Equador              | 0    | 0     | 1      | 1     |
| Total (11 entradas) | Total (11 entradas)      | 26   | 26    | 26     | 78    |

## Medalhistas

### Ginástica artística

#### Masculino
| Evento           | Ouro                                                                        | Prata                                                                       | Bronze                                                                      |
| ---------------- | --------------------------------------------------------------------------- | --------------------------------------------------------------------------- | --------------------------------------------------------------------------- |
| Equipes          | Estados Unidos (USA) Tobias Liang Cole Patridge Vahe Petrosyan David Shamah | Brasil (BRA) Yuri Guimarães Diogo Paes João Victor Perdigão Gustavo Pereira | Colômbia (COL) Esteban Hoyos Fernando Larrahondo Esteban Ruiz Andres Vargas |
| Individual geral | Vahe Petrosyan USA Estados Unidos                                           | Luciano Letelier CHI Chile                                                  | Tobias Liang USA Estados Unidos                                             |
| Solo             | Tobias Liang USA Estados Unidos                                             | Luciano Letelier CHI Chile                                                  | Ariel Villalobos CRC Costa Rica                                             |
| Cavalo com alças | David Shamah USA Estados Unidos                                             | Edward Alarcón PER Peru                                                     | Gustavo Pereira BRA Brasil                                                  |
| Argolas          | Jabiel Polanco DOM República Dominicana                                     | Edward Alarcón PER Peru                                                     | Ariel Villalobos CRC Costa Rica                                             |
| Salto            | Ricardo Torres MEX México                                                   | Edward Gonzales PER Peru                                                    | Cesar Lopez ECU Equador                                                     |
| Barras paralelas | David Shamah USA Estados Unidos                                             | Yuri Guimarães BRA Brasil                                                   | Diogo Paes BRA Brasil                                                       |
| Barra fixa       | Diogo Paes BRA Brasil                                                       | Vahe Petrosyan USA Estados Unidos                                           | Esteban Villa Ruiz COL Colômbia                                             |

#### Feminino
| Evento              | Ouro                                                                            | Prata                                                                  | Bronze                                                                              |
| ------------------- | ------------------------------------------------------------------------------- | ---------------------------------------------------------------------- | ----------------------------------------------------------------------------------- |
| Equipes             | Estados Unidos (USA) Kailin Chio Madray Johnson Katelyn Jong Tiana Sumanasekera | Brasil (BRA) Gabriela Barbosa Andreza Lima Gabriela Reis Josiany Silva | México (MEX) Mariangela Flores Marianna Malpica Alejandra Martinez Gabriela Mendoza |
| Individual geral    | Katelyn Jong USA Estados Unidos                                                 | Kailin Chio USA Estados Unidos                                         | Aurélie Tran CAN Canadá                                                             |
| Salto               | Tiana Sumanasekera USA Estados Unidos                                           | Katelyn Jong USA Estados Unidos                                        | Andreza Lima BRA Brasil                                                             |
| Barras assimétricas | Madray Johnson USA Estados Unidos                                               | Aurélie Tran CAN Canadá                                                | Kailin Chio USA Estados Unidos                                                      |
| Trave               | Madray Johnson USA Estados Unidos                                               | Katelyn Jong USA Estados Unidos                                        | Andreza Lima BRA Brasil                                                             |
| Solo                | Kailin Chio USA Estados Unidos                                                  | Katelyn Jong USA Estados Unidos                                        | Mariangela Flores MEX México                                                        |

### Ginástica rítmica

#### Individual
| Evento           | Ouro                                 | Prata                                | Bronze                            |
| ---------------- | ------------------------------------ | ------------------------------------ | --------------------------------- |
| Individual geral | Maria Eduarda Alexandre BRA Brasil   | Nayenne Ashenaffi USA Estados Unidos | Sarah Mariotti USA Estados Unidos |
| Arco             | Nayenne Ashenaffi USA Estados Unidos | Maria Eduarda Alexandre BRA Brasil   | Sarah Mariotti USA Estados Unidos |
| Bola             | Maria Eduarda Alexandre BRA Brasil   | Crista Hernandez MEX México          | Isadora de Oliveira BRA Brasil    |
| Maças            | Maria Eduarda Alexandre BRA Brasil   | Sarah Mariotti USA Estados Unidos    | Isadora de Oliveira BRA Brasil    |
| Fita             | Sarah Mariotti USA Estados Unidos    | Isadora de Oliveira BRA Brasil       | Sofia Perez MEX México            |

#### Grupos
| Evento  | Ouro                                                                                         | Prata                                                                                        | Bronze                                                                                           |
| ------- | -------------------------------------------------------------------------------------------- | -------------------------------------------------------------------------------------------- | ------------------------------------------------------------------------------------------------ |
| Geral   | México (MEX) Anette Alondra Pamela Burguete Georgina Hernandez Idalia Lecuona Giselle Osorio | Brasil (BRA) Fernanda Heinemann Julia Kurunczi Luiza Pugliese Bianca Reis Gabryela da Rocha  | Estados Unidos (USA) Irina Fesyun Sophia Miller Angelina Mirer Natalia Ortigosa Alexandra Rykova |
| 5 bolas | México (MEX) Anette Alondra Pamela Burguete Georgina Hernandez Idalia Lecuona Giselle Osorio | Brasil (BRA) Fernanda Heinemann Julia Kurunczi Luiza Pugliese Bianca Reis Gabryela da Rocha  | Estados Unidos (USA) Irina Fesyun Sophia Miller Angelina Mirer Natalia Ortigosa Alexandra Rykova |
| 5 fitas | Brasil (BRA) Fernanda Heinemann Julia Kurunczi Luiza Pugliese Bianca Reis Gabryela da Rocha  | México (MEX) Anette Alondra Pamela Burguete Georgina Hernandez Idalia Lecuona Giselle Osorio | Estados Unidos (USA) Irina Fesyun Sophia Miller Angelina Mirer Natalia Ortigosa Alexandra Rykova |

### Trampolim
| Evento                 | Ouro                                               | Prata                                           | Bronze                                            |
| ---------------------- | -------------------------------------------------- | ----------------------------------------------- | ------------------------------------------------- |
| Individual masculino   | Rayan Dutra BRA Brasil                             | Elijah Vogel USA Estados Unidos                 | Adrian Martinez MEX México                        |
| Masculino sincronizado | Estados Unidos (USA) Zachary Ramacci Elijah Vogel  | Brasil (BRA) Rayan Dutra Vinicius Celestino     | México (MEX) Jose Hugo Marin Adrian Martinez      |
| Individual feminino    | Mariola Garcia MEX México                          | Valentina Podesta ARG Argentina                 | Nicolle Castellanos COL Colômbia                  |
| Feminino sincronizado  | Argentina (ARG) Lucila Maldonado Valentina Podesta | México (MEX) Mariola Garcia Maria Jose Gonzalez | Colômbia (COL) Nicolle Castellanos Gilary Riascos |